# Baskonia-Alavés Group
El Baskonia-Alavés Group es un grupo, creado por José Querejeta en 2011, propietario de varias empresas del ámbito deportivo donde destacan Saski Baskonia (Liga Endesa) y Deportivo Alavés (La Liga EA SPORTS)

## Historia
En 2011 José Antonio Querejeta, propietario desde 1988 del Saski Baskonia, crea el Grupo Baskonia al unir en una misma sociedad al club de baloncesto, la fundación deportiva baskonista Fundación 5, la ciudad deportiva Bakh y la empresa dedicada a servicios en eventos deportivas Onalan S.L..
En diciembre de 2014 el Grupo Baskonia se hace con la mayoría del accionariado del Deportivo Alavés, lo que lleva a la modificación del nombre tanto del grupo al actual Baskonia-Alavés Group como de la fundación pasando ser llamada Fundación 5+11
En noviembre de 2017 se presentó la Universidad Europea de Vitoria (EUNEIZ), la universidad privada del grupo, con la colaboración de la ENTI (Escola de Noves Tecnologies Interactives) y EUSES (Escola Universitària de la Salut i l’Esport).
En el verano de 2018 el Baskonia-Alavés Group adquiere en propiedad el 85% del NK Istra 1961 croata en su primera adquisición fuera de Álava.
Finalmente, se creó dentro del grupo la empresa Baskonia-Alavés Events para la gestión de eventos en el Buesa Arena, Mendizorroza y el BAKH.

## Empresas
- Saski Baskonia, S.A.D.
- Deportivo Alavés, S.A.D.
- N.K. Istra 1961
- Fundación 5+11
- BAKH Centro Deportivo
- Onalan
- Buesa Events
- Euneiz